# ブラウン鉱
ブラウン鉱(Braunite)は、2価と3価のマンガンを含むケイ酸塩鉱物で、化学式はMn2+Mn3+6[O8|SiO4].である。一般的な不純物としては、鉄、カルシウム、ホウ素、バリウム、チタン、アルミニウム、マグネシウムがある。
正方晶系に結晶化し、モース硬度は6-6.5である。黒色の微細な結晶の集合体として産出することが多く、肉眼的な結晶は希少である。主要なマンガン鉱石の一つである。
ドイツ・テューリンゲン州ゴータ郡の政治家ヴィルヘルム・フォン・ブラウン（1790年-1872年）の名前に因んで名づけられた。
マンガンイオンがカルシウムイオンに置き換わった変種（化学式：Ca(Mn3+,Fe3+)14SiO24）は、1967年に南アフリカ共和国ケープ州カラハリで1967年に発見、記載され、ブラウン鉱II(braunite II)と名づけられた。